# Nacionalno prvenstvo ZDA 1920
Nacionalno prvenstvo ZDA 1920 v tenisu.

## Moški posamično
Bill Tilden :  Bill Johnston  6-1 1-6 7-5 5-7 6-3

## Ženske posamično
Molla Bjurstedt Mallory :  Marion Zinderstein  6-3, 6-1

## Moške dvojice
Bill Johnston /  Willis Davis :  Roland Roberts /  Vincent Richards 6–2, 6–2, 6–3

## Ženske dvojice
Marion Zinderstein /  Eleanor Goss :  Eleanor Tennant /  Helen Baker 6–3, 6–1

## Mešane dvojice
Hazel Wightman /  Wallace Johnson :  Molla Bjurstedt Mallory /  Craig Biddle 6–4, 6–3